# Titularerzbistum Sion
Sion ist ein Titularerzbistum der römisch-katholischen Kirche.
Es hat seinen Ursprung vom „Berg Sion“ an der südöstlichen Stadtgrenze von Jerusalem. 
| Titularerzbischöfe von Sion |                                 |                                                 |                    |                    |
| Nr.                         | Name                            | Amt                                             | von                | bis                |
| 1                           | Benito Madueño y Ramos          | Weihbischof in Toledo (Spanien)                 | 19. Dezember 1698  | 11. Mai 1739       |
| 2                           | Deodatus de Chaumont de Mareuil |                                                 | 27. März 1765      |                    |
| 3                           | Edmund Burke                    | Apostolischer Vikar von Nova Scotia (Kanada)    | 4. Juli 1817       | 29. November 1820  |
| 4                           | Jean Baptiste Epalle SM         | Apostolischer Vikar von Melanesien (Ozeanien)   | 19. Juli 1844      | 19. Dezember 1845  |
| 5                           | József Durguth                  | Weihbischof in Esztergom (Ungarn)               | 25. September 1865 | 10. November 1872  |
| 6                           | Franz Ludwig Fleck              | Koadjutorbischof von Metz (Frankreich)          | 13. Mai 1881       | 18. August 1886    |
| 7                           | Jaime Cardona y Tur             | Militärbischof im Militärordinariat von Spanien | 11. Juli 1892      | 6. Juni 1923       |
| 8                           | Ramón Pérez y Rodríguez         | Militärbischof im Militärordinariat von Spanien | 11. Juli 1929      | 30. Juni 1930      |
| 9                           | Francesco Pascucci              | Weihbischof in Rom                              | 20. Dezember 1936  | 1945               |
| 10                          | Luigi Alonso Muñoyerro          | Militärbischof im Militärordinariat von Spanien | 12. Dezember 1950  | 22. September 1968 |